# Tristagma graminifolium
Tristagma graminifolium là một loài thực vật có hoa trong họ Amaryllidaceae. Loài này được (Phil.) Ravenna miêu tả khoa học đầu tiên năm 1978.